# Ligyra campbelli
Ligyra campbelli är en tvåvingeart som beskrevs av Paramonov 1967. Ligyra campbelli ingår i släktet Ligyra och familjen svävflugor. Inga underarter finns listade i Catalogue of Life.